# Musée d'histoire de Bataïsk
Le musée d'histoire de Bataïsk (en russe : Батайский музей истории) est un musée historique de Bataïsk, dans la région de Rostov en Russie. Le bâtiment moderne du musée est situé dans le parc culturel et de loisirs de la ville dans la rue Kirov, 51a.
Le musée a trois salles qui abrite une collection de l'histoire de la guerre civile russe, de la culture régionale et une salle d'exposition.

## Histoire
Le premier bâtiment du musée à Bataïsk était ouvert en 1966 et il était situé dans un cinéma local de la ville. Son nom original était «le musée de la renommée révolutionnaire, militaire et du travail» Il était situé dans seulement deux salles et son fonds avait seulement environ 400 expositions. Le bâtiment moderne du musée a été érigé en 1979. L'inauguration a eu lieu le 22 avril de la même année. 
Le nom actuel du musée à lui a été donné depuis 1993. Sa zone d'exposition est de 430 mètres carrés.